# بوس جين
بوس‌ جين هي قرية في مقاطعة نير، إيران. يقدر عدد سكانها بـ 524 نسمة بحسب إحصاء 2016.